# 少女咖啡枪 (2016年游戏)
《少女咖啡枪》是西山居開發的一款第三人稱射擊遊戲，於2016年11月17日在iOS平台發佈，同月23日登陸Android平台。2020年2月4日停止營運。故事發生在遭到帶著面具的人形怪物入侵的虛構世界，主人公以咖啡館「萌之屋」為據點，與六名少女在末世求生。

## 遊戲玩法
《少女咖啡枪》戰鬥部分採用第三人稱射擊遊戲的玩法，非戰鬥內容採用戀愛養成遊戲玩法。故事發生在一個虛構世界，某天帶著面具的人形怪物在各地出現，怪物四處破壞，吞噬人類，社會秩序被打破。主人公是一名學生，在災難來臨日，與妹妹洛可可逃亡到平日打工的咖啡館「萌之屋」。主人公作為軍事愛好者被萌之屋老闆任命為店長，負責將萌之屋改造成作戰基地和安排人員在外活動，隨著故事發展還有五名少女來到萌之屋，加入主人公的隊伍。戰鬥部分，每場戰鬥出戰一名角色，角色可以裝備三種槍械，在戰鬥中自由切換，武器主要通過抽卡獲取。戰鬥關卡有玩家對抗環境和玩家對戰兩種，每輪戰鬥能獲得升級和強化角色與槍械材料。非戰鬥部分，玩家可以與角色互動增加好感度，角色好感度提高會解鎖角色劇情，同時會帶來一些戰場上的增益。

## 開發
西山居的作品以武俠題材為主，為了豐富旗下產品的類型，於是組建團隊開發二次元題材遊戲。團隊由2006年加入西山居的袁磊擔任製作人，於2015年5月立案製作，團隊一開始只有數人，之後擴大到60人，除去美術的開發人員有30人。團隊考慮到開發難度和市場競爭等因素，將專案定位為結合第三人稱射擊和戀愛養成玩法的遊戲。團隊在開發時參考了一些單機遊戲的設計，如專案中角色登入載具的設計就是參考《光环：斯巴达突击》的載具系統。部分設計礙於手機性能作出刪減，如團隊早期計劃將整個場景設計成可被破壞，最後縮減成只限常見物品可被破壞。
專案背景為末日後，團隊原打算以學校為修整據點，後續認為「不够可爱」，所以改為咖啡館，專案的戀愛養成內容也大多設置在該據點。劇情設計方面，團隊考慮到主線劇情受等級限制，體驗較為割裂，所以更注重以角色劇情和隨機事件呈現世界觀。角色方面，團隊設計的六位可玩角色均採用較為經典的定型角色，還有中文配音。2017年7月，遊戲新版本為高級槍械增加萌擬人化形象。專案測試後期，團隊為了日後遊戲能進入海外市場，所以聘請日本畫師大槍葦人重新製作角色立繪，還有為角色增加日文配音，僱傭了日本音樂團隊fripSide製作主題曲。

## 發行
《少女咖啡枪》早期開發代號為「萌娘cafe枪」，專案組在2015年12月開始參加漫展，在活動中宣傳作品。2016年7月25日於和平饭店舉行的西山居新游品鉴会上，作品以《少女咖啡枪》名義亮相。2016年11月17日，遊戲在中國大陸App Store上架，11月23日在中國大陸各Android軟件分發平台發佈。2019年10月24日，官方宣佈遊戲將在2020年2月4日停止營運。

## 評價
遊戲由於採用日本畫師和日文配音，吸引到部分日本玩家和當地遊戲媒體4gamer.net、Appget與Fami通的關注。日本遊戲媒體4gamer.net評論員稱讚該作是手機上「完成度很高的四分之一視角射擊遊戲」。遊戲美術獲得17173网、遊俠網和Appget正面的評價，Appget評論員認為角色的3D模型造型明顯受到黏土人影響，戰鬥特效和演出效果都很棒。遊俠網評論員稱讚角色服飾設計充滿細節，「每一处都有体现出仔细的考究」。17173网編輯南多提到遊戲在開發期間更換人設美術，美術風格變化很大，打擊了喜歡舊人設的玩家，他批評開發者這個做法「实在欠妥」。
遊戲玩法方面，遊俠網評論員稱讚該作「完美的平衡了射击和恋爱的双重玩法」。17173网編輯右角的魔王認為遊戲養成玩法與其他同類遊戲「区别不大」，同時他讚揚關卡形式多樣化。南多也表示遊戲中槍械的設計手感和關卡在同類遊戲是相對優秀。

## 外部連結
- 官方网站（存檔）